# Naviculavolva massierorum
Naviculavolva massierorum is een slakkensoort uit de familie van de Ovulidae. De wetenschappelijke naam van de soort is voor het eerst geldig gepubliceerd in 1999 door Fehse.